# Бобров (Нижнедевицкий район)
Бобров — хутор в Нижнедевицком районе Воронежской области.
Входит в состав Михнёвского сельского поселения.

## История
Возник во второй половине XIX столетия.
На местном кладбище установлен памятник местным жителям, павшим в годы Великой Отечественной войны.

## Достопримечательности
В хуторе имеется освящённый колодец, в котором проводятся крещенские купания.